# Врангел (остров)
Вижте пояснителната страница за други значения на Врангел.
Врангел (на руски: остров Врангеля; на чукчи: Умкилир) е остров на Русия в Северния ледовит океан. Разположен е на границата с Източносибирско море на запад и с Чукотско море на изток. На юг протока Лонг го отделя от континента. Наименуван е в чест на руския полярен изследовател Фердинанд Врангел. През него преминава 180° меридиан и се намира изключително близо до Линията на смяна на датата, която минава източно от него. Най-близкият голям град е Певек, Русия. Административно се отнася към Юлтински район, Чукотски автономен окръг. От 2004 г. е включен в списъка на световното културно и природно наследство на ЮНЕСКО.

## География

### Геоложки строеж
Изграден е основно от докамбрийски и ранномезозойски филити, кристалинни шисти, гранити и гнайси.

### Релеф
Релефът е неравен. Повечето от площта е заета от планини, които образуват 3 отделни успоредни хребета: Северен, Среден и Южен. Най-високият хребет е Средния, където се намира най-високата точка на острова – връх Советская 1096 m. Северния хребет е най-ниският. Между хребетите са разположени долини с множество ручеи, реки и езера. Околовръст има крайбрежни равнини, осеяни с множество малки езера. Ниските брегове на места са разчленени от лагуни, отделени от морето с пясъчни коси.

### Климат
Островът има суров полярен климат. Мъглите и снежните виелици са често срещани явления. Най-суровите месеци са февруари и март, когато скоростта на снежната виелица може да достигне 40 m/s. Все пак климатът в северната част на острова се различава съществено от този в централната и южната част. Климатът в последните е по-мек и топъл, в резултат на което там виреят малко повече видове растения. Това се дължи отчасти на фьонът, който духа там. Температурите през лятото са като цяло положителни, въпреки че не са изключени снеговалежи и замръзвания. Средната влажност на въздуха е 83%, а средното количество валежи е 135 mm.
| Климатични данни за о. Врангел        | Климатични данни за о. Врангел | Климатични данни за о. Врангел | Климатични данни за о. Врангел | Климатични данни за о. Врангел | Климатични данни за о. Врангел | Климатични данни за о. Врангел | Климатични данни за о. Врангел | Климатични данни за о. Врангел | Климатични данни за о. Врангел | Климатични данни за о. Врангел | Климатични данни за о. Врангел | Климатични данни за о. Врангел | Климатични данни за о. Врангел |
| Месеци                                | яну.                           | фев.                           | март                           | апр.                           | май                            | юни                            | юли                            | авг.                           | сеп.                           | окт.                           | ное.                           | дек.                           | Годишно                        |
| Абсолютни максимални температури (°C) | 1,5                            | −0,2                           | 0,2                            | 2,5                            | 9,6                            | 15,9                           | 18,2                           | 16,7                           | 11,9                           | 5,3                            | 1,8                            | 2,0                            | 18,2                           |
| Средни максимални температури (°C)    | −19,4                          | −19,9                          | −18,6                          | −12,8                          | −2,9                           | 3,4                            | 5,9                            | 5,2                            | 1,8                            | −4,1                           | −10,4                          | −16,8                          | −7,4                           |
| Средни температури (°C)               | −22,8                          | −23,5                          | −22,4                          | −16,6                          | −5,7                           | 0,9                            | 3,0                            | 2,8                            | 0,0                            | −6,1                           | −12,9                          | −19,7                          | −10,3                          |
| Средни минимални температури (°C)     | −26,4                          | −27                            | −26,1                          | −20,4                          | −8,2                           | −1                             | 1,0                            | 0,9                            | −1,7                           | −8,4                           | −15,7                          | −22,8                          | −13                            |
| Абсолютни минимални температури (°C)  | −42                            | −44,6                          | −45                            | −38,2                          | −31,5                          | −12,3                          | −4,9                           | −6,5                           | −21,4                          | −29,8                          | −34,9                          | −57,7                          | −57,7                          |
| Средни месечни валежи (mm)            | 7                              | 7                              | 5                              | 7                              | 8                              | 10                             | 21                             | 25                             | 17                             | 13                             | 10                             | 8                              | 138                            |
| ------------------------------------- | ------------------------------ | ------------------------------ | ------------------------------ | ------------------------------ | ------------------------------ | ------------------------------ | ------------------------------ | ------------------------------ | ------------------------------ | ------------------------------ | ------------------------------ | ------------------------------ | ------------------------------ |
| Източник: Погода и Климат             |                                |                                |                                |                                |                                |                                |                                |                                |                                |                                |                                |                                |                                |

### Води
Хидросферата на острова е представена от около 1400 реки (с дължина над 1 km), 5 реки (с дължина над 50 km) и около 900 плитки езерца. Средната дълбочина на езерата не надвишава 2 m. В планините има малки висящи и карови ледници. Морските води около него имат доста ниска соленост в сравнение с останалите части на Северния ледовит океан и много високо съдържание на кислород, поради което целогодишно островът е обкръжен от бариера от неразтопили се ледове.

### Флора и фауна
На острова преобладава полигоналната арктическа тундра. Флората е представена от 417 вида растения – повече, отколкото на който и да е друг полярен остров. Поради тази причина през 2004 г. Врангел е включен в списъка на световното културно и природно наследство на ЮНЕСКО.
Остров Врангел е място за разплод на бели мечки, тюлени, моржове, леминги и полярни лисици. През лятото е посещават от много видове птици. Край бреговете на Врангел живеят гренландски китове, сиви китове и белуги. Тук са живели вълнести мамути до около 2500 – 2000 г. пр. Хр. Предполага се, че това е била последната популация мамути на Земята. Около 1000 мамута са живели на острова в продължение на около 6000 години. През 1950-те години на острова е започнало развъждане на северни елени, като бройката им днес е към 1000. През 1975 г. са докарани овцебикове, като днес те наброяват около 200.

## История
Съществуват доказателства, че островът е бил населяван от хора през 1700 г. пр. Хр. През 1975 г. на археологическия обект Чьортов овраг са открити инструменти от слонова кост, сред които харпун. Радиовъглеродно датиране показва, че е възможно хората да са обитавали острова по същото време, когато и мамутите, въпреки че няма следи от лов на мамути. По-късно на южната част на Врангел са живели палеоескимоси, но тяхната популация изчезва преди европейците да открият острова.
Предполага се, че през 1764 г. островът бива открит от казака Степан Андреев. След като Фердинанд Врангел чува за откритието, той организира експедиция за търсенето му в периода 1820 – 1824 г. Експедицията не успява да открие острова, но въпреки това островът по-късно е кръстен на името на Врангел, който с достатъчно точност предсказва неговото местоположение.
В следващите години множество експедиции успяват да достигнат до острова: британски, немски и американски. През 1881 г. американската експедиция на Джордж Вашингтон де Лонг акостира на острова и го провъзгласява за американско владение, под името „Нова Колумбия“. През 1911 г. руските ледоразбивачи Вайгач и Таймир пристигат на Врангел. През 1916 г. островът е обявен за руско владение. През 1924 г. СССР депортира американското и инуитското население от острова, а през 1926 г. потвърждава о. Врангел за съветско владение. Същата година Георгий Ушаков слиза на острова и основава първото му селище – Ушаковское. Създадена е радиолокационна станция. През 1930-те години островът става сцена на криминална история, заради губернатора си Константин Семенчук, който измъчвал местните ескимоси чрез глад, убивал опонентите си и въобще контролирал населението чрез убийства и измъчване. Губернаторът бива осъден на смърт през 1936 г. в Москва. Още две селища се появяват на о. Врангел през 1950-те и 1960-те години: Звьоздний и Перкаткун. По това време е създадена военна радарна станция и се е добивал кварц.
В днешно време и трите селища са изоставени. Последният жител на село Ушаковское е забелязан на острова през 2011 г. През 2014 г. на о. Врангел е основана военноморска база, обслужваща Тихоокеанския флот.